# Zorzines
Zorzines va ser un rei del poble dels síracs (siraci) que vivien al Caucas. Va tenir relacions amb els romans durant el regnat de l'emperador Claudi. L'esmenta Tàcit als seus Annales.
Tàcit també explica que Zorzines es va aliar amb Mitridates II, rei del Bòsfor per lluitar contra diverses tribus veïnes, i més tard va lluitar contra els romans (47/48). Els aorsis sota el comandament del príncep Eunones, van anar, enviats per Juli Àquila i Cotis I del Bòsfor, a lluitar contra Mitridates i es van enfrontar amb Zorzines, assetjant-lo a la seva capital. La ciutat va oferir deu mil esclaus si no l'atacaven però l'assalt va continuar perquè els romans no van acceptar l'oferta. Zorzines finalment va abandonar Mitridates i, després d'entregar hostatges als romans va aconseguir la pau. Va reconèixer la superioritat romana davant l'estàtua de l'emperador Claudi.